# Циркумвентрикуларни органи
Циркумвентрикуларни органи (ЦВО) (circum: око; вентрикуларни: од коморе) су структуре у мозгу које карактеришу њихови екстензивни и високо пропустљиви капилари, за разлику од оних у остатку мозга где постоји крвно-мождана баријера на капиларном нивоу.. Gross, P. M. (1992). Circumventricular organ capillaries. Progress in Brain Research. 91. стр. 219—233. PMID 1410407.</ref>
У неким деловима нервног ткива, крвно-мождана баријера је мало пропустљивија, услед тога што су крвни капилари нормалне грађе, односно, зидови између појединачних ендотелних ћелија нису чврсто слепљени. Ови дискретни региони налазе се обично у близини комора, па су названи циркумвентрикуларни органи. Неурони у овим регионима по правилу имају или сензорну или секреторну функцију, због чега је потребан слободни контакт између крви и можданог паренхима. 
Иако хороидни плексус такође има пропусне капиларе, он не садржи неуронско ткиво; уместо тога, његова примарна улога је да производи цереброспиналну течност (ЦСТ), и стога се обично не класификује као ЦВО.

## Области
У мозгу кичмењака постоји седам циркумвентрикалрних области:
| Број | Назив                            | Латински назив                        | Локација                                                                        | Опис |
| ---- | -------------------------------- | ------------------------------------- | ------------------------------------------------------------------------------- | --- |
| 1    | Задња област                     | Area postrema                         | Задњи крај IV мождане коморе                                                    | Садржи хеморецепторе који су способни да детектују токсичне и стране супстанце у крви |
| 2    | Субкомисурални орган             | Organum subcommissurale               | Дорзокаудални део III мождане коморе                                            | Граде га епендимске (испуштају супстанце у ликвор) и хипендимске ћелије (окружене богатом мрежом крвних капилара). Епендимске ћелије синтетишу и у ЦСТ ослобађају високо-молекулске гликопротеине велике молекулске тежине на пример, епендимин и спондин, као и транстиретин, протеин укључен у транспорт тироидних хормона у крви. |
| 3    | Васкуларни орган завршне плочице | Organum vasculosum laminae terminalis | Антеровентрални део треће мождане коморе                                        | ↓ |
| 4.   | Субфорникални орган              | Organum subfornicale                  | Повезан са медијалним преоптичким једром хипоталамуса и регулацијом уноса вода. | Оба региона садрже неуроне који су способни да детектују промену осмотске концентрације телесних течности, и укључени су у контролу промета воде у организму, директним утицајем на ослобађања хормона вазопресина, који у нивоу бубрежних тубула спречава избацивање воде путем мокраће.                                            |
| 5.   | Средишње узвишење                | Eminentia mediana                     | Задња граница хипоталамуса, припада портном крвотоку хипофизе.                  | То је место где се сакупљају ослобађајући хормони хипоталамуса пре него што уђу у портни крвоток и доспеју до аденохипофизе. |
| 6.   | Неурохипофиза                    | Neurohypophysis                       | Задњи режањ хипофизе                                                            | Део хипофизе у којем се ослобађају хормони хипоталамуса, окситоцин и вазопресин. |
| 7.   | Пинеална жлезда                  | Corpus pineale                        | Смештена на дорзо-постериорном делу таламуса.                                   | Специјалнизоване ћелије, пинеалоците синтетишу и ослобађају хормон мелатонин. |

## Задња област

### Анатомија
Подручје аrea postrema налази се у каудалној продуженој мождини у близини споја можданог стабла и кичмене мождине. 
Код људи и код већине других сисара који су проучавани, састоји се од отока на оба зида четврте коморе. Код глодара и лагоморфа, међутим, аrea postrema формира структуру средње линије дорзално од обекса. Када се хистолошки посматра због његове капиларне дистрибуције и морфологије, област пострема има бројне подрегије раздвојене према капиларној пермеабилности, брзини крвотока и трајању проласка крви кроз одговарајуће капиларне слојеве.

### Функција
Релативно мало се зна о функцији аrea postrema код људи. Међутим, постоје јаки докази да аrea postrema делује као хеморецепторска тригер зона за повраћање, које је покренуто присуством штетне стимулације из крви. Такође постоје докази да је аrea postrema место на коме ангиотензин стимулише метаболизам глукозе, претпостављену еферентну неуронску активност, контролу крвног притиска и жеђ. Подручје аrea postrema такође има интегративне капацитете који јој омогућавају да шаље главне и мање еференте у делове мозга укључене у аутономну контролу кардиоваскуларних и респираторних активности.

## Субкомисурални орган

### Анатомија
Субкомисурни орган је мали секреторни орган који се налази на вентралној површини задње комисуре близу предњег улаза у церебрални аквадукт. Разликује се од осталих ЦВО по томе што му недостаје висока концентрација фенестрираних капилара, што чини његов КМБ мање пропустљивом. С друге стране, његова улога као неуроендокрине структуре повезане са вентрикуларним системом квалификује га за класификацију као ЦВО. У вези са својом секреторном функцијом, делимично се састоји од епендимских ћелија. Ови епендимоцити се одликују издуженим ћелијским телима која садрже секреторне материјале и прекривена су цилијама. Најистакнутији од њих је гликопротеин спондин.

### Функција
Главна функција је лучење гликопротеина спондина, који се ослобађа у трећу комору где се агрегира и ствара Рејснерово влакно (РФ). Рејснерово влакно је дуга влакнаста пројекција која путује каудално кроз Силвијев аквадукт и завршава се у кичменој мождини. Сматра се да ово влакно доприноси одржавању проходности силвијског аквадукта.
Док се функција субкомисурног органа још увек истражује, претпоставља се да је он такође део механизма лучења алдостерона и детоксикације ЦСТ, заједно са осморегулацијом. СЦО инервирају многи системи, од којих је најчешћи повезан са серотонергичким системом. Серотонергички систем утиче на унос воде и натријума.

## Васкуларни орган завршне плочице

### Анатомија
Класификован као сензорни циркумвентрикуларни орган, васкуларни орган ламина терминалис се налази у предњем зиду треће коморе. Карактеристично за ЦВО, недостаје му чврста ендотелна крвно-мождана баријера. Васкуларни орган даље карактеришу аферентни улази из субфорничног органа (СФО), региона средњег преоптичког језгра (МнПО), можданог стабла, па чак и хипоталамуса. Супротно томе, васкуларни орган ламине терминалис одржава еферентне пројекције на stria medullaris и базалне ганглије.
Као главни играч у одржавању хомеостазе телесних течности сисара, карактеришу га примарни неурони одговорни за осмосензорну равнотежу. Ови неурони, заузврат, имају рецепторе ангиотензина типа I, који се користе циркулишућим ангиотензином II за иницирање уноса воде и потрошње натријума. Поред ангиотензинских рецептора, неуроне ВОЛТ-а такође карактерише присуство неселективног катјонског канала који се сматра пролазним рецепторским потенцијалом ванилоид 1, или ТРПВ1. Упркос значајној количини података, анатомија ВОЛТ-а још није у потпуности схваћена.

### Функција
Као што је раније поменуто, васкуларни орган ламине терминалис садржи неуроне одговорне за хомеостатско очување осмоларности. Поред тога, фенестрирана васкулатура ВОЛТ-а омогућава астроцитима и неуронима ВОЛТ-а да перципирају широк спектар молекула плазме чији сигнали могу да се пренесу у друге регионе мозга, изазивајући на тај начин аутономне и инфламаторне реакције.

## Субфорникални орган

### Анатомија
Субфорникални орган је сензорни ЦВО који се налази на доњој страни форникса и нема КМБ, чије одсуство карактерише циркумвентрикуларне органе. Излазећи у трећу комору мозга, високо васкуларизовани СФО се може поделити на 3-4 анатомске зоне, посебно по капиларној густини и структури. Централна зона се састоји искључиво од глијалних ћелија и тела неуронских ћелија. Насупрот томе, рострална и каудална подручја су углавном направљена од нервних влакана, док се врло мало неурона и глијалних ћелија може видети у овој области. Функционално, међутим, СФО се може посматрати у два дела, дорсолатералном периферном (пСФО) делу и вентромедијалном сегменту језгра.
Проучавање анатомије субфорничног органа је још увек у току, али докази су показали споро време проласка крви што може олакшати сензорну способност СФО, омогућавајући продужено време контакта за сигнале који се преносе крвљу да продру кроз његове пропусне капиларе и утичу на регулацију крвног притиска и телесних течности. Ово запажање се поклапа са чињеницом да се показало да су СФО неурони интринзично осмосензитивни. Коначно, установљено је да СФО неурони одржавају мембрански потенцијал мировања у опсегу од -57 до -65 мВ.

### Функција
Субфорникални орган је активан у многим телесним процесима укључујући, али не ограничавајући се на, осморегулацију, кардиоваскуларну регулацију, и енергетску хомеостазу. У Фергусоновој студији, и хипер- и хипотонични стимуланси су омогућили осмотски одговор. Ово запажање је показало чињеницу да је СФО укључен у одржавање крвног притиска. Са АТ1 рецептором за АНГ, СФО неурони показују ексцитаторни одговор када се активирају АНГ-ом, чиме се повећава крвни притисак. Међутим, пептид, АНП, може да антагонизује индукцију реакције на пиће преко СФО. Додатна истраживања су показала да субфорникални орган може бити важан посредник у којем лептин делује на одржавању крвног притиска у нормалним физиолошким границама путем силазних аутономних путева повезаних са кардиоваскуларном контролом.
Најновија истраживања су се фокусирала на Субфорникални орган као област која је посебно важна у регулацији енергије. Опажање да субфорнични неурони реагују на широк спектар циркулирајућих сигнала енергетског баланса и да је електрична стимулација СФО код пацова резултирала уносом хране подржава значај СФО у енергетској хомеостази. Додатно, претпоставља се да је СФО усамљена структура предњег мозга способна да стално прати циркулишуће концентрације глукозе. Ова реакција на глукозу поново служи за учвршћивање интегралне улоге СФО-а као регулатора енергетске хомеостазе.